# ماریو ربکی
ماریو ربکی (انگلیسی: Mario Rebecchi؛ زادهٔ ۳۱ اوت ۱۹۸۳) بازیکن فوتبال اهل ایتالیا است.
از باشگاه‌هایی که در آن بازی کرده‌است می‌توان به باشگاه فوتبال اینتر میلان، باشگاه فوتبال پارما، باشگاه فوتبال کرمونزه، باشگاه فوتبال آ. ث. لومتزانه، و باشگاه فوتبال جنوآ اشاره کرد.